# 夏坝站
夏坝站是位于重庆市江津区夏坝镇的一个铁路车站，邮政编码402268。车站建于1947年，随原綦江铁路一起启用:336，现有川黔铁路经过该站，办理客货运业务，车站及其上下行区间均已电气化。车站距离重庆站71公里，隶属成都铁路局，是四等站。

## 图片

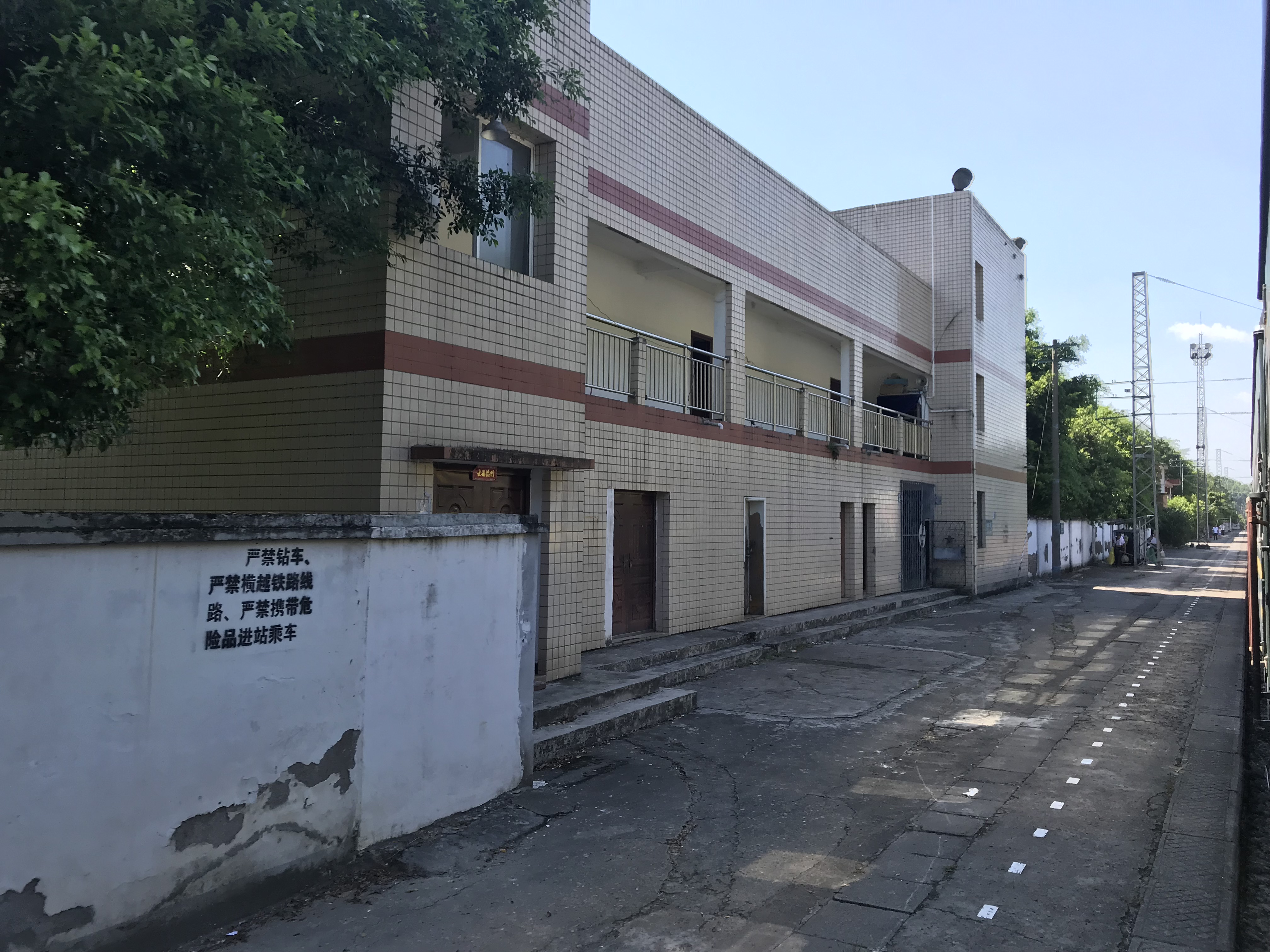
站房
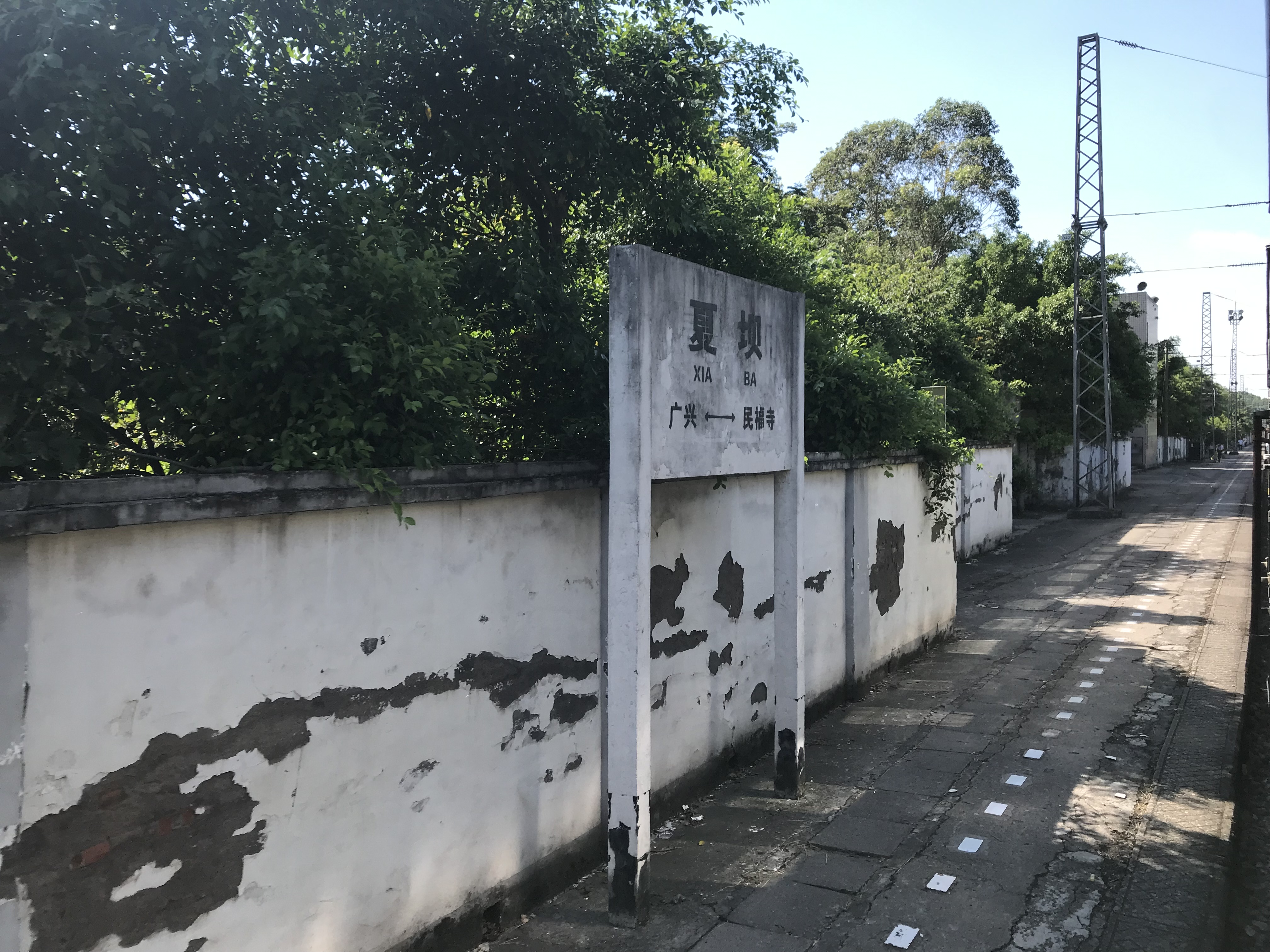
站牌
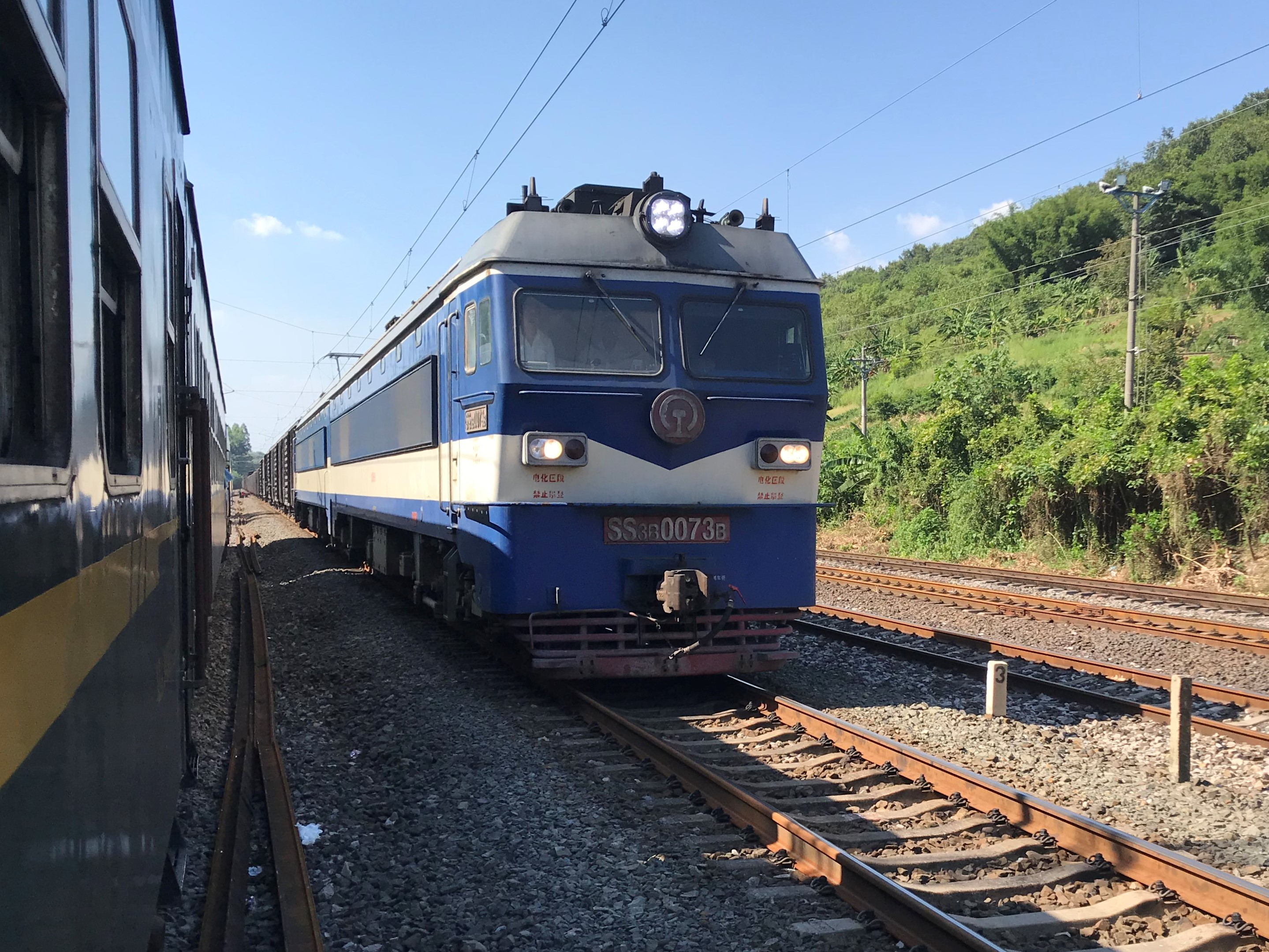
韶山3B型电力机车牵引货列通过
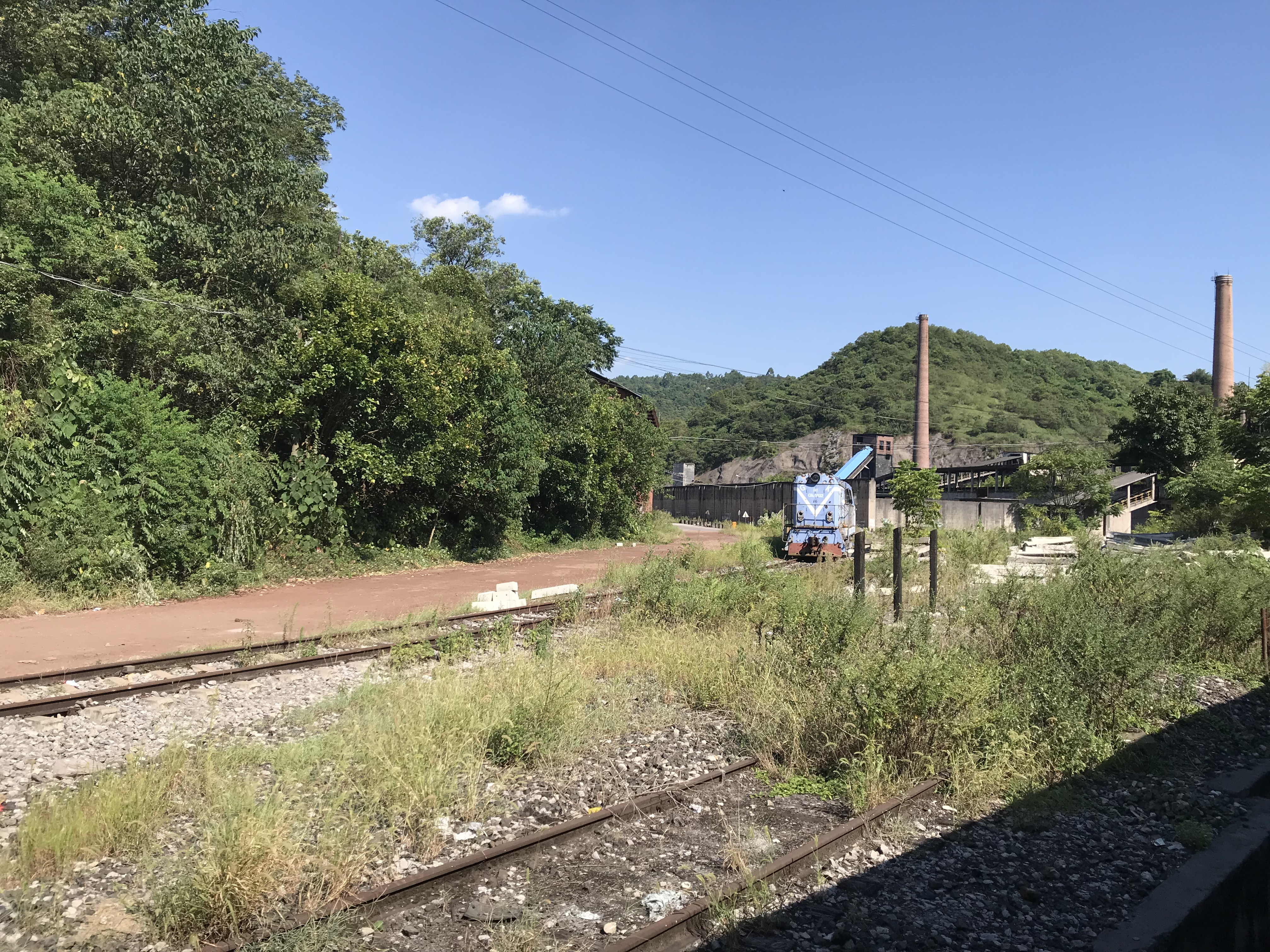
在夏坝水泥厂调车的GK1
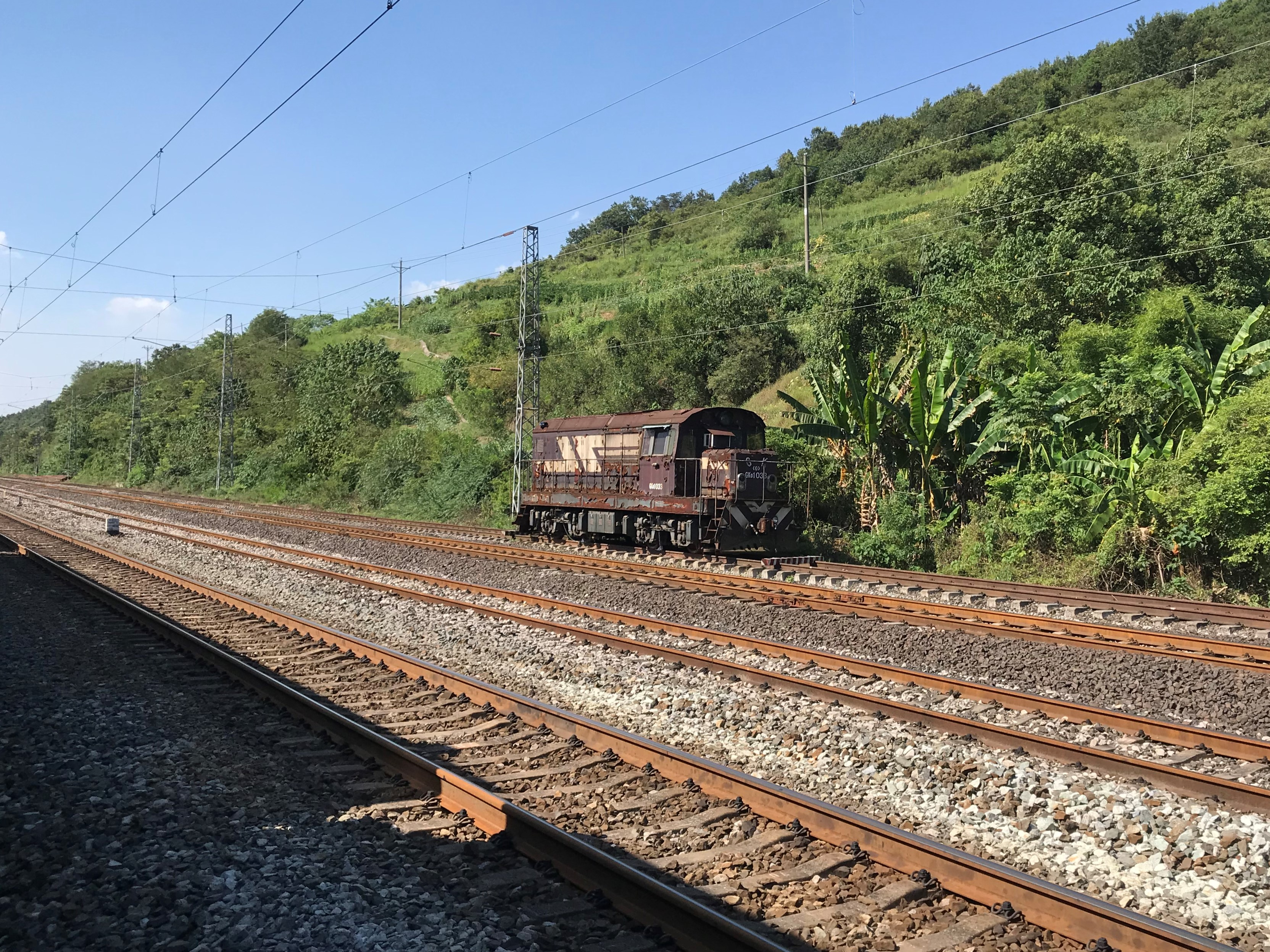
站内的GK0型柴油机车